# Ion Dodu Bălan
Ion Dodu Bălan (n. 5 octombrie 1929, Vaidei, România – d. 6 mai 2018) a fost un autor, critic și istoric literar, folclorist, poet, prozator, profesor universitar român.

## Biografie
A urmat cursurile liceului din Orăștie, fiind apoi elev la Liceul „Sfântul Sava” din București. În 1953 a absolvit Facultatea de Filologie din București. A devenit doctor în filologie în 1968.
A debutat editorial cu studiul „Influențe folclorice în poezia noastră actuală” (1955). A manifestat un interes deosebit pentru opera lui Octavian Goga, căreia i-a consacrat o amplă exegeză (1971), lucrare de referință, a cărei ediție a doua a fost premiată de Academia Română.
A lucrat în redacțiile revistelor „Viața românească”, „Tânărul scriitor” și „Luceafărul”. Profesor universitar de literatură română la Facultatea de Filologie a Universității din București, apoi la Universitatea „Spiru Haret”. În perioada 1967–1969, a fost lector de limba română la Universitatea din Toulouse.
Între 1971-1977 a fost vicepreședinte al Consiliului Culturii și Educației Socialiste din RSR.
Este unul dintre reprezentanții de frunte ai protocronismului literar românesc. Din octombrie 1989 până în decembrie 1989 a fost rector al Universității din București și pentru mai mulți ani șeful catedrei de Limba și Literatura Română din cadrul aceleiași Universități. Ion Dodu Bălan a fost membru în Partidul Comunist Român și membru al Comitetului Central.
Din 2012 până în 2015 a fost profesor la Facultatea de Litere a Universității „Spiru Haret”.

## Distincții
- Ordinul „Meritul Cultural” clasa a II-a (4 mai 1971) „cu prilejul aniversării a 50 de ani de la constituirea Partidului Comunist Român, [...] pentru merite deosebite în opera de construire a socialismului”[7]

## Lucrări

### Volume publicate
- 1955 - „Influențe folclorice în poezia noastră actuală”, ESPLA, București;
- 1964 - „Delimitări critice”, EPL, București;
- 1966 - „Octavian Goga”, Editura Tineretului, București; ed. a II-a, Editura Minerva, București, 1971; ed. a III-a, București, 1975;
- 1966 - „Coșbuc, un moment nou în evoluția poeziei românești”, București, 1966.
- 1966 - „Valori literare (Eseuri asupra literaturii române), EPL, București;
- 1968 - „Condiția creației: portrete”, EPL, București;
- 1971 - „Cuvintele au cuvântul”, Editura Junimea, Iași;
- 1972 - „Ethos și cultură sau vocația tinereții”, Editura Albatros, București;
- 1974 - „La Politique culturelle en Roumanie”, Paris;
- 1974 - „Copilăria unui Icar”[8], București;
- 1975 - „Artă și ideal”, București, 1975;
- 1977 - „În focarul timpului”, București;
- 1979 - „Cîntece și doine sociale”, București;
- 1979 - „Constelații diurne”, București;
- 1981 - „Resurecția unui poet: Aron Cotruș”, București; ed. Aron Cotruș, București, 1995;
- 1981 - „Arbori pentru veșnicii”, București;
- 1983 - „Țara omeniei”, București;
- 1985 - „Ioan Slavici sau Roata de la Carul Mare”, București;
- 1985 - „Pietre pentru templul lor”, București;
- 1986 - „Peisaj interior”, București;
- 1986 - „Ei l-au cunoscut pe Aurel Vlaicu”, București;
- 1988 - „Repere critice”, București;
- 1988 - „Aron Cotrus”, București;
- 2000 - „Momente ale liricii românești în secolul XX”, București;
- 2000 - „Lexicon de limbă și cultură română veche”, București;
- 2001 - „Făt-Frumos din aer: Scene din viața lui Aurel Vlaicu”, București;
- 2002 - „Istoria literaturii române de la începuturi la epoca marilor clasici”, co-autor Luiza Marinescu, București;
- 2003 - „Istoria literaturii române: Epoca veche și premodernă (note de curs)”, București;
- 2014 - „Așa a fost să fie…: (însemnări, evocări, aprecieri critice)”, București;
- 2018 - „Viața și opera unui poet exilat: Aron Cotruș”, București.

### Poezii
- 1978 - „Neliniștea fîntînii”, București;
- 1981 - „Arbori pentru veșnicii”, București;
- 1986 - „Peisaj interior”, București;
- 1996 - „Cutremur de suflet”, București.
- 2019 - „Poezii alese”, București, 2019

### Ediții în alte limbi
- 1966 - „George Coșbuc: un nouveau moment dans l’évolution de la poésie roumaine”, Sinaia, 1966
- 1966 - „Hej, zöld levél: román népdalok”, București, 1966.
- 1974 - „La politique culturelle en Roumanie”, Paris, 1974.
- 1981 - „A concise history of Romanian literature”, București, 1981.
- 1984 - „Octavian Goga élete és költészete”, Cluj-Napoca, 1984.

### Ediții (în calitate de coordonator sau editor)
- 1956 - Vasile Alecsandri, „Poezii populare”, prefață, editor, București;
- 1956 - Mihai Eminescu, „Literatura populară”, prefață, editor, București;
- 1959 - Spiridon Popescu, „Pagini alese”, prefață, editor, București;
- 1961 - „Miorița. Balade populare”, pref., edit., București;
- 1961 - I. I. Mironescu, „Furtună veteranul”, pref., edit., București;
- 1962 - „Moș Gheorghe la expoziție”, pref., edit., București;
- 1963 - Ion Slavici, „Teatru”, pref., edit., București;
- 1964 - G. Coșbuc, „Balade și idile”, pref., edit., București;
- 1967-72 - Octavian Goga, „Opere”, I–III, introd., edit., București;
- 1971 - „Glasurile patriei: antologie de poezie patriotică românească”, București;
- 1973 - Costache Negruzzi, „Alexandru Lăpușneanu”, postfață, edit., București;
- 1973 - Barbu Nemțeanu, „Stropi de soare”, pref., edit., București;
- 1974 - „Cartea înțelepciunii populare: proverbe”, pref., edit., București;
- 1976 - St. O. Iosif, „Poezii”, București, 1975; Panait Cerna, „Poezii”, postfață, edit., București;
- 1984 - Eugen Goga, „Cartea facerii”, pref., edit., București;
- 1989 - „Precursori”, introd., edit., București,;
- 1997 - „Două Siberii”, pref., edit., București;
- 1985 - Aron Cotruș, „Versuri”, postfață, edit., București.

## Legături externe
- Materiale media legate de Ion Dodu Bălan la Wikimedia Commons
- Ion Dodu Bălan: Oamenii au înfățișarea locurilor în care s-au născut, 12 iulie 2008, Amos News
- „Pe patul de moarte, Nicolae Labiș era îmbrăcat tot în gips, alb ca un înger” | Ștefan Mitroi, 17 iunie 2013, Adevărul
- Valeriu Râpeanu: La despartirea de Ion Dodu Balan, cel care a crezut in perenitatea culturii romane Arhivat în 10 mai 2018, la Wayback Machine. Curierul Național, 10 mai 2018